# Alopècia universal
L'alopècia universal (AU), també coneguda com a alopècia areata universal, és un trastorn mèdic que implica la pèrdua de tot el pèl corporal, incloses celles, pestanyes, pèl del pit, pèl de les aixelles i pèl púbic. És la forma més greu d'alopècia areata (AA). Les persones amb aquesta malaltia solen estar sanes i no tenen altres símptomes i una esperança de vida normal.